# 조석재
조석재(趙錫宰, 1993년 3월 24일 ~ )은 대한민국의 축구 선수이며 포지션은 공격수이다.

## 축구인 경력

### 클럽 경력
2015년 전북 현대 모터스에 입단하였고 시즌 시작 전 충주 험멜로 임대 이적하였다. 2015년 4월 11일 경희대학교와의 하나은행 FA컵 3라운드 경기에서 후반 43분 득점하여 프로 데뷔골을 터뜨렸다. 8일 후인 19일 충주공설운동장에서 벌어진 현대오일뱅크 K리그 챌린지 6라운드에서 팀의 2015 시즌 리그 첫 골이자 본인의 K리그 챌린지 데뷔골을 터트렸다.
2015 시즌 종료 후 이종호가 전북 현대 모터스로 이적하자 그의 공백을 메울 목적으로 전남 드래곤즈로 재임대되었으나, 별 활약을 보이지 못하였으며, 2017시즌 FC 안양으로 재임대되었다.
2018년 1월 30일 우즈베키스탄 리그의 FK 로코모티프 타슈켄트로 1년간 임대 이적을 떠났다.
그해 6월 26일 대구 FC로 이적 하였다.
2019시즌을 앞두고 대전 코레일에 입단했다.
2020시즌을 앞두고 K3리그의 창원시청 축구단으로 이적했다.

## 수상
- FA컵 우승: 2018